# Tự Đức thánh chế tự học giải nghĩa ca
Tự Đức thánh chế tự học giải nghĩa ca (chữ Hán: 嗣德聖製字學解義歌) là một cuốn sách tiếng Việt dạy chữ Hán thông qua chữ Nôm. Sách được Hoàng đế triều Nguyễn, Tự Đức (1848 — 1883), biên soạn vào khoảng thế kỷ thứ 19. Cuốn sách bao gồm 13 tập, được chia thành 7 thư mục chính. Nội dung sách được viết theo thể thơ lục bát. Đây được xem là một quyển tự điển quan trọng cho các nhà nghiên cứu chữ Nôm bởi đây là bộ tự điển Hán-Nôm khá hoàn chỉnh mà không có ký tự mơ hồ nào.

## Bối cảnh
Bộ sách 13 quyển bao gồm 4.572 dòng thơ được viết theo thể lục bát 六八. Trong tất cả các dòng thơ này có chứa 32.004 ký tự với 9.028 trong số chúng là chữ Hán. Đây được cho là một quyển tự điển song ngữ Hán-Nôm. Cuốn sách trình bày các ký tự chữ Hán kèm theo ghi chú bằng ký tự chữ Nôm in kích thước nhỏ hơn. Các dẫn chứng có thể là chỉ một ký tự mà thôi cho tới cả cụm ký tự, ví dụ như ở dòng thứ năm, 月 và 日 được ghi chú bằng 𩈘𦝄 và 𩈘𡗶 một cách tương ứng.
- Kham dư loại 堪輿類: (Quyển 1–2; 上-下)[b] chứa các ký tự về thiên văn và địa lý.[8]
- Nhân sự loại 人事類: (Quyển 3–5; 上-中-下) chứa các ký tự về mối quan hệ con người và xã hội.[8]
- Chính hóa loại 政化類: (Quyển 6–7; 上-下) chứa các ký tự về giáo dục.[8]
- Khí dụng loại 器用類: (Quyển 8–9; 上-下) chứa các ký tự về đồ dùng hằng ngày.[8]
- Thảo mộc loại 草木類: (Quyển 10–11; 上-下) chứa các ký tự về thực vật và cây cỏ.[8]
- Cầm thú loại 禽獸類: (Quyển 12) chứa các ký tự về động vật hoang dã.[8]
- Trùng ngư loại 虫魚類: (Quyển 13) chứa các ký tự về côn trùng, tôm cá.[8]

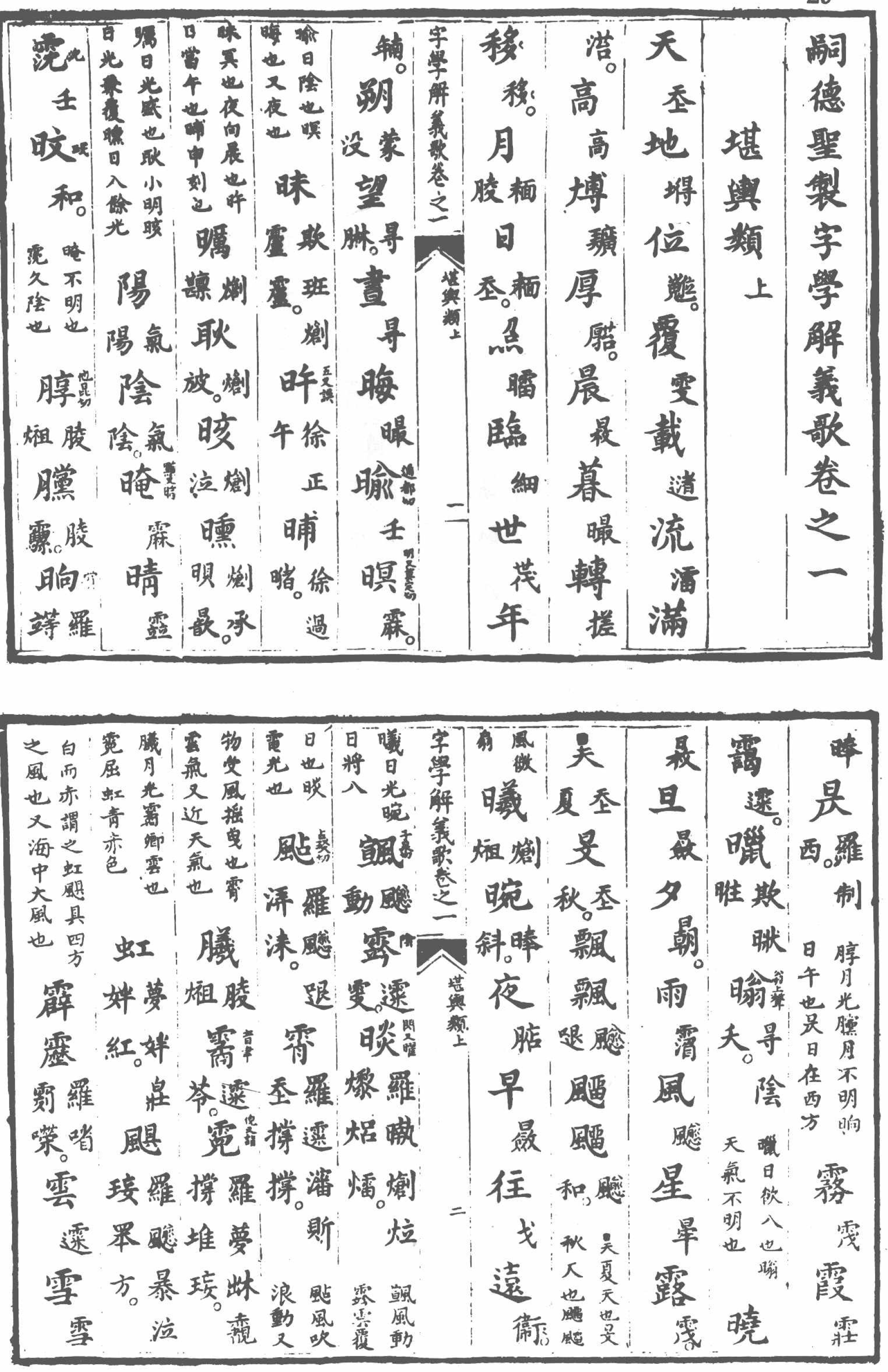
Trang đầu tiên và thứ hai của 嗣德聖製字學解義歌 - Tự Đức thánh chế tự học giải nghĩa ca.

Theo Nguyễn Thị Lan thống kê, Tự Đức thánh chế tự học giải nghĩa ca giữ một lượng sưu tầm lớn nhất các chữ Hán được chú giải bằng chữ Nôm. Hà Đăng Việt ghi nhận rằng, chữ Nôm trong cuốn sách chủ yếu sử dụng ba phương pháp để tạo ra ký tự, giả tá 假借 (mượn âm), hình thanh 形聲 (từ ghép ngữ âm), và hội ý 會意 (từ ghép tượng hình). Nhưng hầu hết các ký tự đều rơi vào trường hợp hình thanh 形聲 như được cho thấy là phương pháp đúng đắn để viết chữ Nôm.
| Sách                                                     | Số lượng chữ Hán |
| -------------------------------------------------------- | ---------------- |
| 嗣德聖製字學解義歌 Tự Đức thánh chế tự học giải nghĩa ca | 9028             |
| 大南國語 Đại Nam quốc ngữ                                | 4779             |
| 南方名物備考 Nam phương danh vật bị khảo                 | 4461             |
| 指南玉音解義 Chỉ nam ngọc âm giải nghĩa                  | 3394             |
| 三千字解音 Tam thiên tự giải âm                          | 2988             |
| 日用常談 Nhật dụng thường đàm                            | 2560             |
| 難字解音 Nan tự giải âm                                  | 1066             |
| 千字文解音 Thiên tự văn giải âm                          | 1000             |

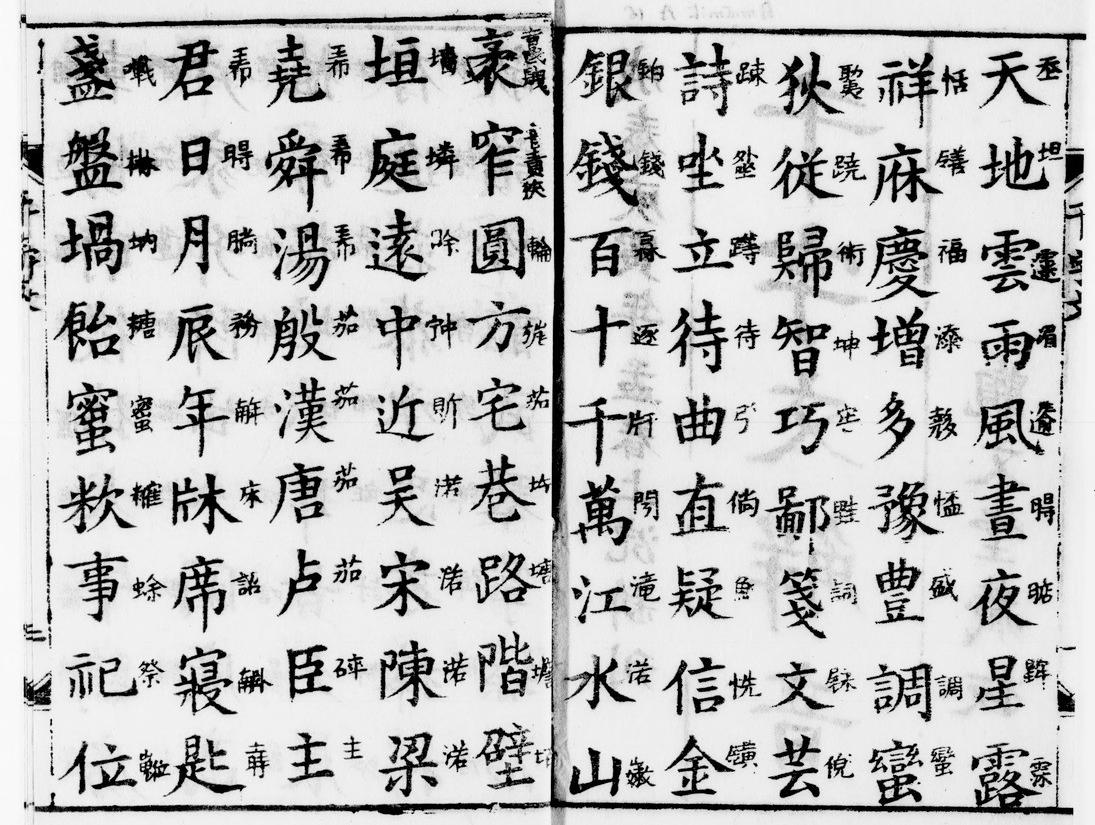
Trang đầu tiên và thứ hai của Thiên tự văn giải âm 千字文解音, so sánh một nghìn ký tự chữ Hán với ký tự chữ Nôm, tương đương với cách làm trong cuốn Tự Đức Thánh chế tự học giải nghĩa ca.

Cuốn sách đã được Trần Kinh Hoà chuyển tự sang chữ Quốc ngữ La-tinh và được Đại học Trung văn Hồng Kông (香港中文大學) xuất bản lại năm 1971.

## Văn bản
| Chữ Hán và chữ Nôm | Chữ Quốc ngữ                       |
| ------------------ | ---------------------------------- |
| 天𡗶地𡐙位𡾵       | Thiên trời địa đất vị ngôi         |
| 覆𩂏載𬩅流㵢滿𣹓   | Phú che tái chở lưu trôi mãn đầy   |
| 高高博𢌌厚𠫆       | Cao cao bác rộng hậu dầy           |
| 晨𣈕暮𣋁轉搓移移   | Thần mai mộ tối chuyển xây di dời  |
| 月𩈘𦝄日𩈘𡗶       | Nguyệt mặt trăng nhật măt trời     |
| 照𥋸臨細世𠁀年𢆥   | Chiếu soi lâm tới thế đời niên năm |

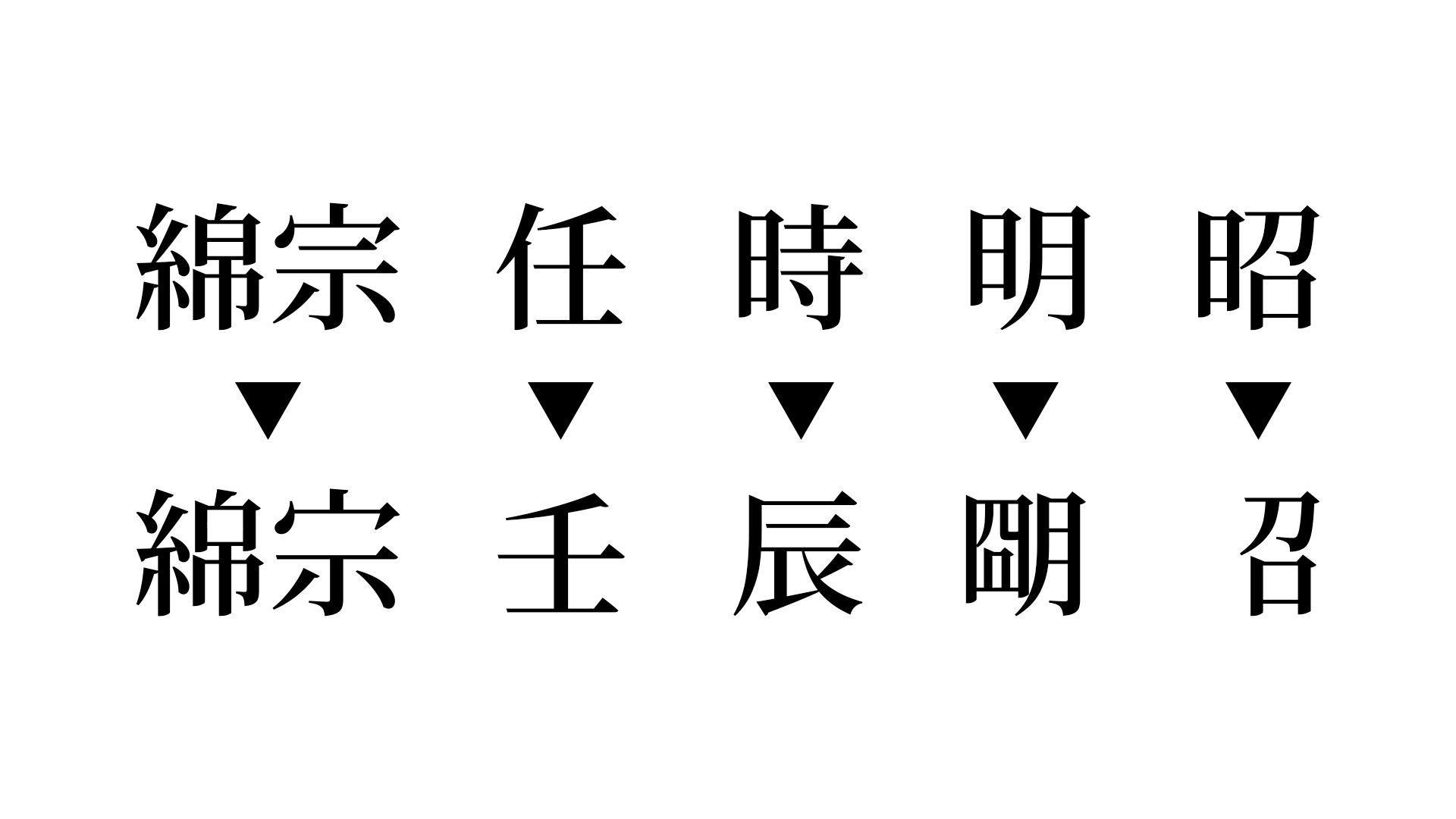
Phạm húy dưới thời nhà Nguyễn.

- Những chữ in đậm là những chữ có vần. Sách được viết bằng thể thơ lục bát 六八 như có thể thấy với những dòng này (lục bát xen kẽ lục bát). Các từ được gieo vần mỗi âm tiết thứ sáu và thứ tám.[5]